# Les Vacances du petit Nicolas
Les Vacances du Petit Nicolas (Brasil: As Férias do Pequeno Nicolau / Portugal: As Férias do Menino  Nicolau) é um filme francês do gênero comédia lançado em 2014.
Co-escrito e dirigido por Laurent Tirard, o filme é a sequência de O Pequeno Nicolau, de 2009, e ambos são baseados nos quadrinhos Le Petit Nicolas, escrito por René Goscinny

## Sinopse
No verão, Nicolau (Mathéo Boisselier) viaja com seus pais (Valérie Lemercier e Kad Merad) e sua avó (Dominique Lavanant) para passar as férias em um hotel á beira da praia. Mas, ele precisa deixar para trás seu grande amor, a vizinha Maria Edwiges (Chann Aglat). Durante as férias, Nicolau rapidamente faz novos amigos, incluindo a garota Blaise que vive na área, o aluno de inglês Djodjo, o gourmet Frutuoso, o justo Cosme e o chorão Crispin. Quando Nicolau acredita que está tudo sob controle, aparece a tímida Isabel. Ele não entende por que ela não fala nada e só fica olhando fixamente para ele, até seus pais revelarem que ela será a sua futura esposa, deixando o pobre Nicolau desesperado.

## Elenco
- Mathéo Boisselier como Nicolau
- Valérie Lemercier como a Mãe do Nicolau
- Kad Merad como o Pai do Nicolau
- Dominique Lavanant como a Avó do Nicolau
- François-Xavier Demaison como Le Bouillon
- Bouli Lanners como Senhor Bernique
- Erja Malatier como Isabel Bernique
- Judith Henry como Senhora Bernique
- Francis Perrin como O diretor	(Máximo Massini)
- Luca Zingaretti como O produtor
- Chann Aglat como Maria Edwiges
- Simon Bouvier como Blaise
- Marius Audibert como Djodjo
- Rémy Lardy como Crispin
- Hugo Sepulveda como Frutuoso
- Clément Burguin como Cosme
- Daniel Prévost como Senhor Moucheboume
- Bruno Lochet como Senhor Leguano
- Fabienne Galula como Senhorita Leguano
- Lionel Abelanski como Arquiteto
- Christian Hecq como O coronel
- Anne-Lise Kedves como a Esposa do coronel
- Julie Engelbrecht como A jovem alemã
- Niccolò Senni como O assistente do produtor
- Guillaume Clémencin como O cabeleireiro
- Natalie Beder como O maquiador
- Stephanie Papanian como O figurinista
- Jean-Michel Lahmi como Vendedor de sorvete

## Locais de filmagem

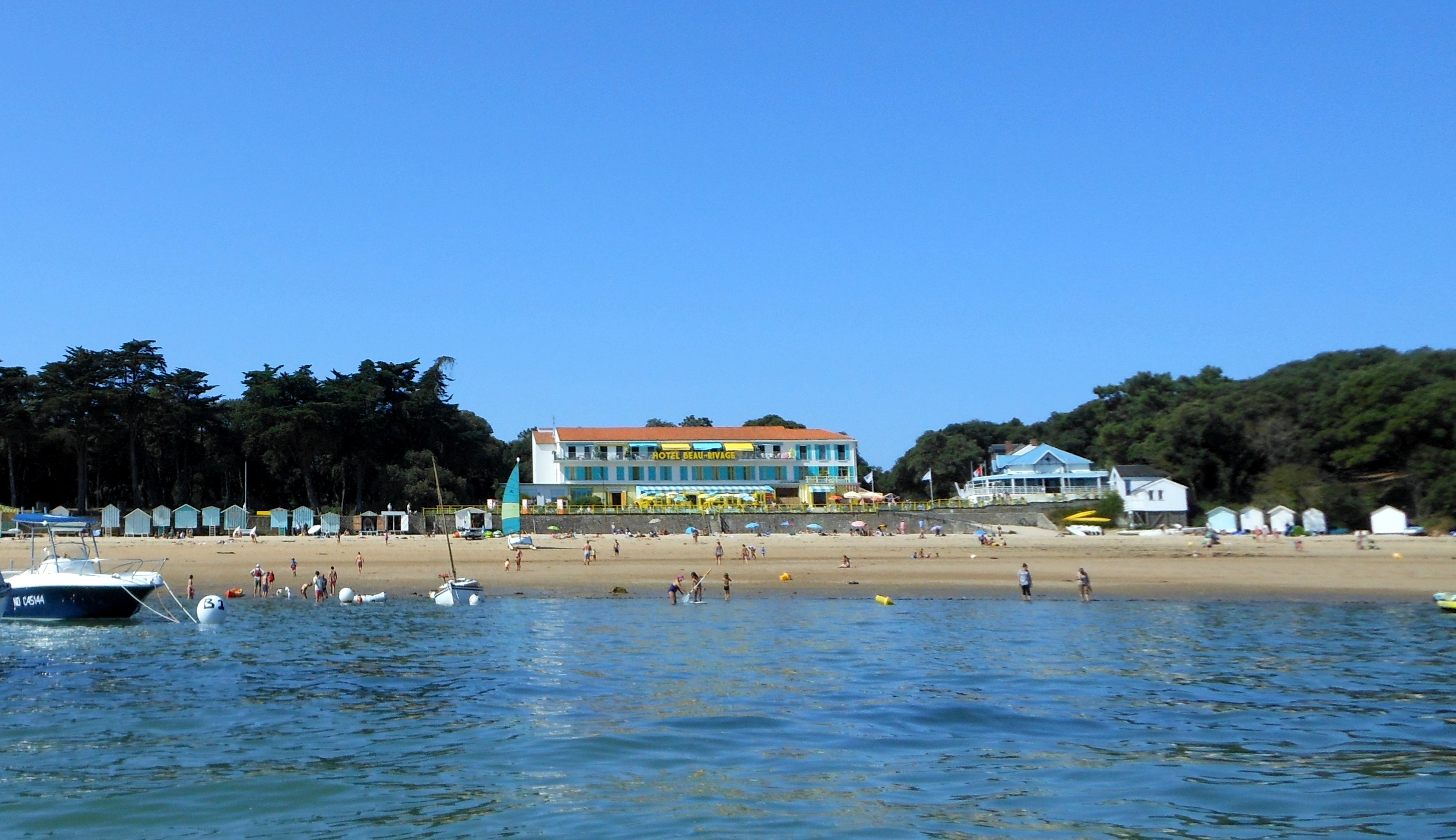
Vista da praia Dames em agosto de 2013, durante as filmagens do filme.

O filme foi filmado em grande parte na ilha de Noirmoutier, na Vendéia, mais precisamente na praia Dames. Três cenas foram gravadas na Île d'Yeu: a Plage des Soux, o Vieux Château e o Port de la Meule (cena cortada). Várias sequências curtas foram filmadas em Saint-Palais-sur-Mer, perto de Royan, em Charente-Maritime, em Bureau Beach e Platin Beach.

## Recepção
O filme recebe críticas mistas. O AlloCiné dá uma pontuação de 2,9 / 5 (crítica) e 2,5 / 5 (espectadores).
 França: 2.427.951

## Curiosidades
- Quem interpretou o pequeno Nicolas neste filme foi Mathéo Boisselier, substituindo Maxime Godart, que havia feito este papel no filme antecessor, O Pequeno Nicolau, de 2009.
- O papel da avó de Nicolas seria interpretado por Bernadette Lafont. Porém, ela morreu no início das filmagens e foi substituída por Dominique Lavanant.
- No primeiro filme, o papel do diretor da escola foi interpretado por Michel Duchaussoy, que morreu em 2012. Por conta disso, Francis Perrin assumiu este papel nesta segunda parte. As assinaturas aparecem sucessivamente no início do filme em homenagem a essas duas pessoas.
- A cena em que o pai de Nicolas não consegue dormir ao lado da sua sogra é uma homenagem paródica à Louis de Funès em La Grande vadrouille.
- Depois que o pai do pequeno Nicolas postou seu cartão postal, podemos ver duas garotinhas de mãos dadas, vestidas como Les Demoiselles de Rochefort, numa clara homenagem a este filme.
- Apesar de ser uma sequencia do filme de 2009, há uma inconsistência de roteiro entre os dois filmes: a irmã mais nova, que Nicolas teve no final da primeira parte, não é sequer mencionada nesta sequência.